# Good Boy (chanson)
Good Boy est une chanson de G-Dragon et Taeyang, membres du boys band sud-coréen Bigbang. Elle est sortie le 21 novembre 2014, c'est le second hip-hop project de YG Entertainment, le premier étant "Niliria" avec Missy Elliott un an avant.

## Contexte
YG Entertainment annonce deux nouveaux hip-hop project. Le premier artiste annoncé était G-Dragon, le 17 novembre et le second était Taeyang, annoncé le 18 novembre. Des photos et vidéos teasers ont par la suite étaient mis en ligne.

## Liste des titres et formats

### Téléchargement iTunes
1. "Good Boy"  – 4:05

## Classement
"Good Boy" atteint les premières positions des classements musicaux en ligne comme Genie, Mnet, Olleh Music, entre autres. La chanson a également atteint la 1re place du World Digital Songs chart de Billboard, marquant la troisième fois qu'un artiste coréen arrive au top du classement, après PSY et 2NE1.

### Classements hebdomadaires
| Classemeng                    | Meilleure position | Ventes    |
| ----------------------------- | ------------------ | --------- |
| Gaon Singles Chart            | 5                  |           |
| Gaon Download Singles chart   | 4                  | 1 123 416 |
| Gaon BGM Chart                | 6                  |           |
| Billboard World Digital Songs | 1                  | 5 000     |
| Gaon Album Chart              | 1                  | 25 000    |

### Year-end charts
| Classement         | Meilleure position |
| ------------------ | ------------------ |
| Gaon Singles Chart | 97                 |